# Энантиомеры
Энантиомеры (др.-греч. ἐνάντιος «противоположный» + μέρος «мера, часть») — пара стереоизомеров, представляющих собой зеркальные отражения друг друга, не совмещаемые в пространстве. Классической иллюстрацией двух энантиомеров могут служить правая и левая ладони: они имеют одинаковое строение, но различную пространственную ориентацию.
Существование энантиомерных форм связано с наличием у молекулы хиральности — свойства не совпадать в пространстве со своим зеркальным отражением.
Энантиомеры имеют одинаковые химические свойства, если остальные задействованные вещества — реагенты, катализатор, растворитель — имеют симметричные молекулы. Физические свойства также одинаковы, кроме способности вращать плоскость поляризации плоскополяризованного света на одинаковую величину угла, но в противоположных направлениях. Данное свойство энантиомеров получило название оптической активности (оптической изомерии, а сами вещества — оптических изомеров).
Большинство хиральных природных соединений (аминокислоты, моносахариды) существует в виде одного энантиомера. Понятие энантиомерии играет важную роль в фармацевтике, поскольку разные энантиомеры лекарственных веществ, как правило, имеют различную биологическую активность.

## Критерий существования энантиомеров
Свойством энантиомерии обладают хиральные соединения, то есть содержащие элемент хиральности (хиральный атом и др.). Однако встречаются молекулы (так называемые мезоформы), содержащие несколько симметрично расположенных элементов хиральности, но в целом не являющиеся хиральными. Примером может служить мезовинная кислота, не имеющая энантиомеров.

## Номенклатура

### По оптической активности (+/-)
Энантиомер именуется по направлению, в котором его раствор вращает плоскость поляризации света. Если вращение происходит по часовой стрелке, то такой энантиомер называется (+), или правовращающим. Его оптический антипод именуется (-), или левовращающим. Данная номенклатура появилась до того, как были открыты методы установления абсолютной конфигурации энантиомеров. Она является эмпирической и напрямую не связана с расположением атомов в пространстве.

### По абсолютной конфигурации (R/S)
R/S-номенклатура является наиболее широко используемой в настоящее время, поскольку позволяет охарактеризовать энантиомер по его абсолютной конфигурации. Это стало возможным благодаря открытию рентгеноструктурного анализа, позволяющего установить точное пространственное расположение атомов в молекуле.
Данный вид номенклатуры основывается на присвоении хиральному атому углерода обозначения R или S на основании взаимного расположения четырёх связанных с ним заместителей. При этом для каждого из заместителей определяют старшинство в соответствии с правилами Кана — Ингольда — Прелога, затем молекулу ориентируют так, чтобы младший заместитель был направлен в сторону от наблюдателя, и устанавливают направление падения старшинства остальных трёх заместителей. Если старшинство уменьшается по часовой стрелке, то конфигурацию атома углерода обозначают R (лат. rectus — прямой; здесь имеется в виду ‘правый’). В противоположном случае конфигурацию обозначают S (лат. sinister — левый).
Если соединение содержит лишь один хиральный центр, то его конфигурация указывается в названии в виде приставки. Если в соединении находится несколько стереоцентров, нужно обозначить конфигурацию каждого.
R/S-номенклатура не имеет непосредственной связи с (+/-)-обозначениями. Например, R-изомер может быть как правовращающим, так и левовращающим, в зависимости от конкретных заместителей при хиральном атоме.

### По относительной конфигурации (D/L)
D/L-номенклатура была введена Э. Фишером для описания относительной конфигурации моносахаридов. Она основана на конфигурации глицеринового альдегида, существующего в виде двух энантиомеров, из которых путём последовательных реакций наращивания углеродной цепи можно получить производные моносахариды (тетрозы, пентозы, гексозы и т. д.). Поскольку в ходе наращивания углеродной цепи стереоцентр глицеринового альдегида не затрагивается, все производные сахара, по Фишеру, получают то же обозначение относительной конфигурации, что и исходный глицериновый альдегид. Обозначения для энантиомеров глицеринового альдегида были присвоены Фишером произвольно.
В настоящее время современные методы установления структуры соединений позволяют характеризовать конфигурацию моносахаридов, не сравнивая их с глицериновым альдегидом. Однако d/l-номенклатура традиционно сохраняется в названиях сахаров и аминокислот. Обозначения d или l связаны с расположением функциональной группы (гидроксильной для сахаров и аминогруппы для аминокислот) нижнего стереоцентра в проекции Фишера для данного соединения. Если функциональная группа располагается слева от углеродного скелета, то такой энантиомер обозначают символом l (лат. lævus — «левый», левовращающий изомер), если же она располагается справа, то это d-энантиомер (лат. dexter — «правый», правовращающий изомер). Примеры отображения L- и D- изомеров в структурных химических формулах:

## Физические свойства энантиомеров
Энантиомеры идентичны по физическим свойствам, например, они имеют одинаковую температуру кипения или плавления, показатель преломления, плотность и т. д. Они могут быть различены лишь при взаимодействии с хиральной средой, например, световым излучением. Световая волна может быть представлена в виде левой и правой циркулярно поляризованных составляющих, которые в среде энантиомера распространяются с различными фазовыми скоростями, за счёт чего возникает вращение плоскости поляризации. В противоположных энантиомерах (оптических антиподах) бо́льшую скорость имеет та или иная циркулярно поляризованная составляющая, поэтому направление вращения плоскости поляризации для энантиомеров противоположно.
Энантиомеры характеризуют величиной удельного вращения, которая рассчитывается как величина вращения, делённая на длину оптического пути и концентрацию раствора энантиомера.
{\displaystyle [\alpha ]_{D}^{t}={\frac {\alpha }{l\cdot C}}\cdot 100\%}

## Химические свойства энантиомеров
Энантиомеры одинаково ведут себя в химических реакциях с ахиральными реагентами в ахиральной среде. Однако если реагент, катализатор либо растворитель хиральны, реакционная способность энантиомеров, как правило, различается. Типичным примером являются лекарственные соединения, взаимодействующие с хиральными компонентами организма (белки, ферменты, рецепторы). Обычно активность проявляет лишь один энантиомер лекарства, в то время как другой энантиомер активности не проявляет.

### Биохимические свойства энантиомеров
В человеческом организме большинство изомеров является L-изомерами. Точные причины этого неизвестны, однако ряд экспертов склонны связывать это с циклом Кребса и особенностями L и D изомеров винной кислоты.

## Рацематы
Рацемат (рацемическая смесь) — эквимолярная смесь энантиомеров. Поскольку оптическое вращение является аддитивной величиной, вращение одного энантиомера компенсируется вращением второго энантиомера, и суммарное вращение рацемической смеси равно 0. По номенклатуре ИЮПАК рацематы обозначают приставками (±)-, rac- (или racem-) или символами RS и SR.
В результате химического синтеза, как правило, образуются именно рацемические смеси. Для получения индивидуальных энантиомеров или энантиомерно обогащённых продуктов необходимо использовать методы стереоселективного синтеза либо расщепления рацематов.

## Примеры
Молекула противовоспалительного препарата ибупрофена имеет один стереоцентр в α-положении к карбоксильной группе, поэтому она существует в виде двух энантиомеров. Ибупрофен, производимый в промышленности, является рацемической смесью. Установлено, что биологической активностью обладает лишь один энантиомер — (S)-(+)-ибупрофен, в то время как его оптический антипод (R)-(-)-ибупрофен в организме неактивен. В связи с этим стало коммерчески доступно аналогичное лекарственное средство, представляющее собой энантиомерно чистый (S)-(+)-ибупрофен, т. н. дексибупрофен. В ходе дальнейших исследований было обнаружено, что в организме человека присутствует изомераза, способная превращать неактивный (R)-(-)-ибупрофен в активный (S)-(+)-ибупрофен.
Другим примером могут служить антидепрессанты циталопрам и эсциталопрам. Циталопрам является рацемической смесью (R)-циталопрама и (S)-циталопрама. Эсциталопрам является индивидуальным (S)-энантиомером. Было показано, что эсциталопрам более эффективен при лечении депрессивных состояний, чем аналогичная доза циталопрама.